# The Giving Pledge

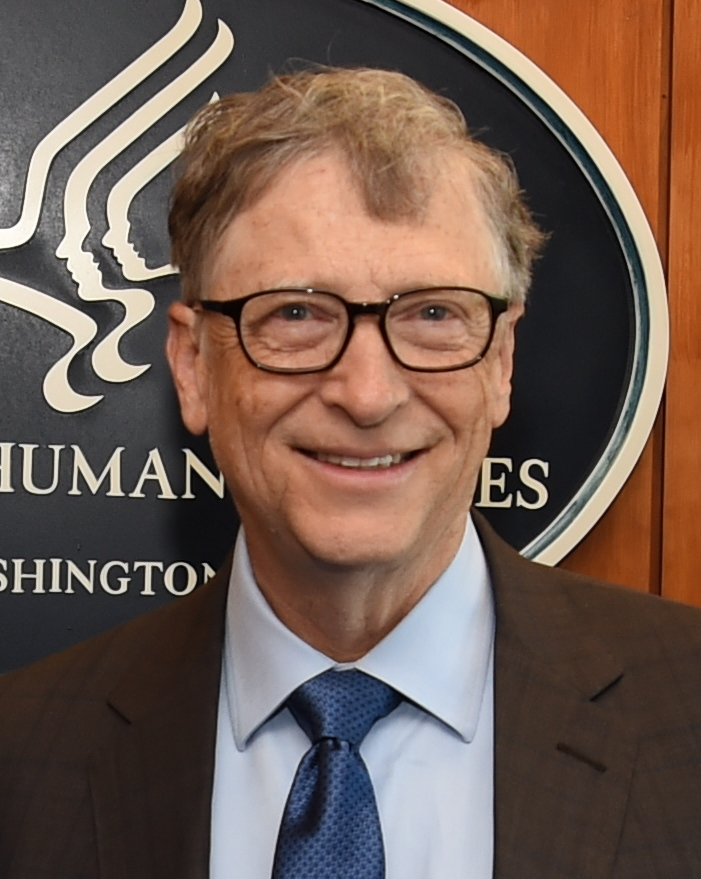
Bill Gates, 2018.

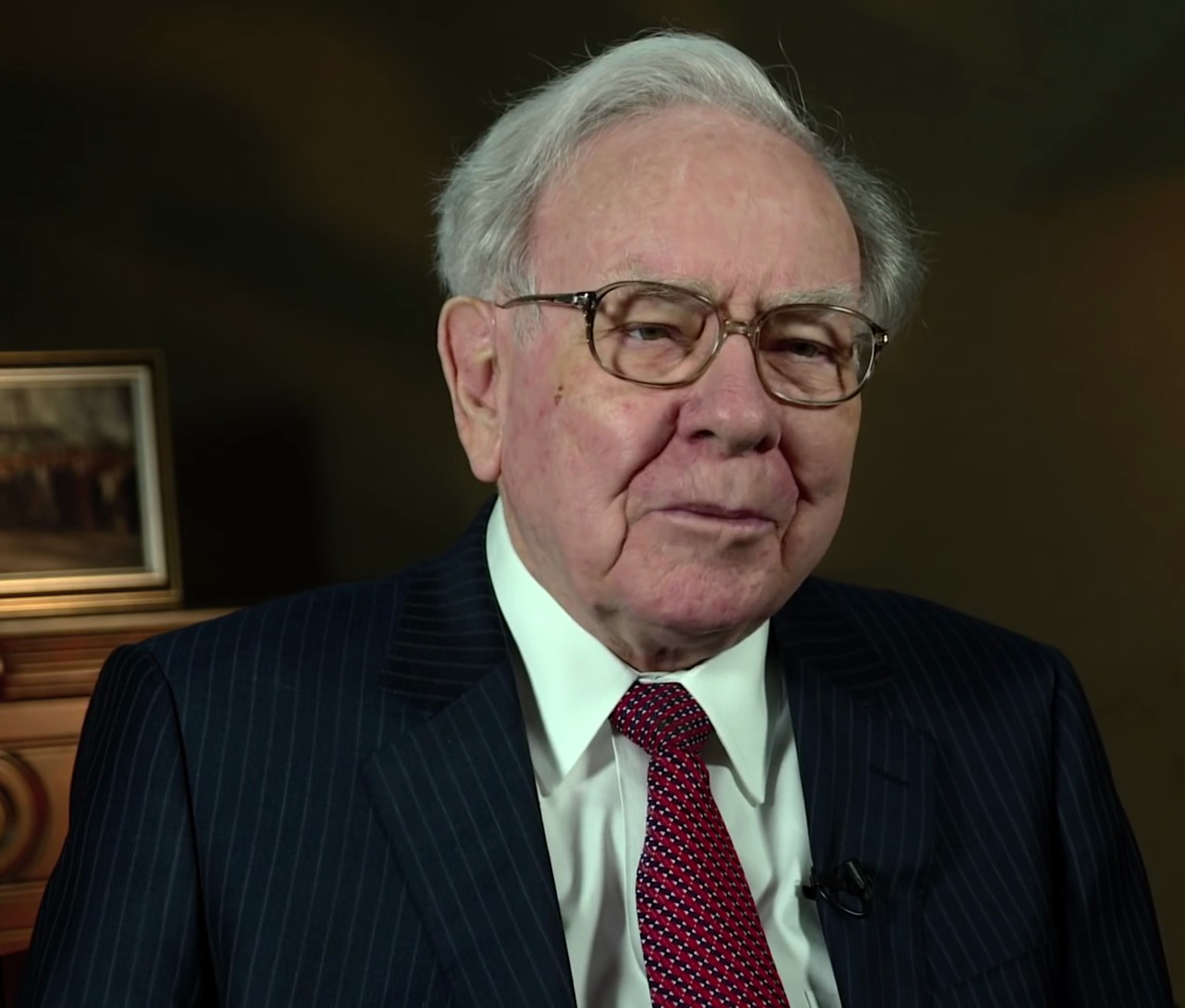
Warren Buffet, 2015.

Giving Pledge är en amerikansk filantropisk kampanj.
Giving Pledge inleddes juni 2010 av de amerikanska miljardärerna Warren Buffett och Bill och Melinda Gates. Den utgör ett försök att bjuda in de rikaste personerna och familjerna i USA till att förbinda sig att ge majoriteten av sin förmögenhet till välgörenhet. Enligt löfte kan donationen ske antingen under givarens livstid eller efter döden. Utfästelse är ett moraliskt åtagande och inte ett juridiskt avtal. 
Kampanjen har som mål att miljardären skänker minst 50 % av sin förmögenhet till välgörenhet. I maj 2012 hade 81 amerikanska miljardärer lovat att göra detta, och vissa hade lovat att skänka summor mycket större än 50%.

## Urval av filantroper som gjort åtagande
- Bill Ackman (1966 - )
- Paul Allen
- John D. Arnold och Laura Arnold
- Nicolas Berggruen
- Michael Bloomberg
- Eli Broad och Jean Broad
- Edgar M. Bronfman (1929 - )
- Warren Buffett
- Steve Case (1958 - )
- Jean Case (1959 - )
- Leon G. Cooperman och Toby Cooperman
- Joyce och Bill Cummings
- Ray Dalio och Barbara Dalio
- John Paul DeJoria
- John Doerr och Ann Doerr
- Barry Diller och Diane von Furstenberg
- Larry Ellison
- Chuck Feeney
- Ted Forstmann
- Philip Frost och Patricia Frost
- Bill och Melinda Gates
- David Green och Barbara Green
- Jeff Greene
- Harold Hamm och Sue Ann Hamm
- Lyda Hill
- Barron Hilton
- Jon Huntsman
- Carl Icahn (1936 - )
- Irwin M. Jacobs och Joan Jacobs
- George Kaiser
- Vinod Khosla och Neeru Khosla
- Sidney Kimmel
- Richard Kinder och Nancy Kinder
- Kenneth Langone och Elaine Langone
- H.F. Lenfest och Marguerite Lenfest
- Lorry I. Lokey
- George Lucas
- Duncan MacMillan och Nancy MacMillan
- Joe Mansueto och Rika Mansueto
- Bernie Marcus och Billi Marcus
- Michael Milken (1946 - ) och Lori Milken
- Alfred E. Mann
- George P. Mitchell
- Tom Monaghan
- John Morgridge och Tashia Morgridge
- Dustin Moskovitz
- Elon Musk
- Pierre Omidyar och Pam Omidyar
- Bernhard Osher (1927 - )
- Barbro Osher
- Ronald Perelman
- Peter George Peterson
- Boone Pickens
- Julian Robertson
- David Rockefeller
- Edward Potter Rose och Deedie Potter Rose
- David M. Rubenstein
- Herb Sandler och Marion Sandler
- Denny Sanford
- Roger W. Sant och Vicki Sant
- Lynn Schusterman
- MacKenzie Scott[2]
- Walter Scott, Jr.
- Thomas Secunda och Cindy Secunda
- Harold Simmons and wife Annette
- James Harris Simons och Marilyn Simons
- Harold Simmons och Annette Simmons
- Patrick Soon-Shiong och Michele Chan
- Tom Steyer och Kat Taylor
- Patrick Soon-Shiong och Michele Chan
- Tom Steyer och Kat Taylor
- James E. Stowers och Virginia Stowers
- Ted Turner
- Sanford Weill och Joan Weill
- John Sall (1948 - )
- Jeff Skoll (1965 - )
- Sanford Weill och Joan Weill
- Shelby White
- Charles Zegar
- Mark Zuckerberg